# Lulu White
Lulu White, nata Lulu Hendley (Alabama, ... – 20 agosto 1931), è stata un'imprenditrice statunitense.
Fu una famosa maîtresse di New Orleans (Louisiana) durante il periodo di Storyville.
Era nota per il suo amore per lo sfarzo e i gioielli, lo spirito affaristico ma anche i fallimenti.
Non si conosce la data esatta della nascita e della morte. Sappiamo che era creola, nata in una fattoria vicino a Selma, in Alabama, quantunque lei affermasse di essere originaria delle Indie Occidentali.
Si dice (ma probabilmente non è esatto) che nel 1906 avesse 31 anni. 
In quell'anno, caduta in miseria, si trasferì in California e continuò a spostarsi da qui alla Louisiana fino al 1941. Dopo tale data se ne perdono le tracce.

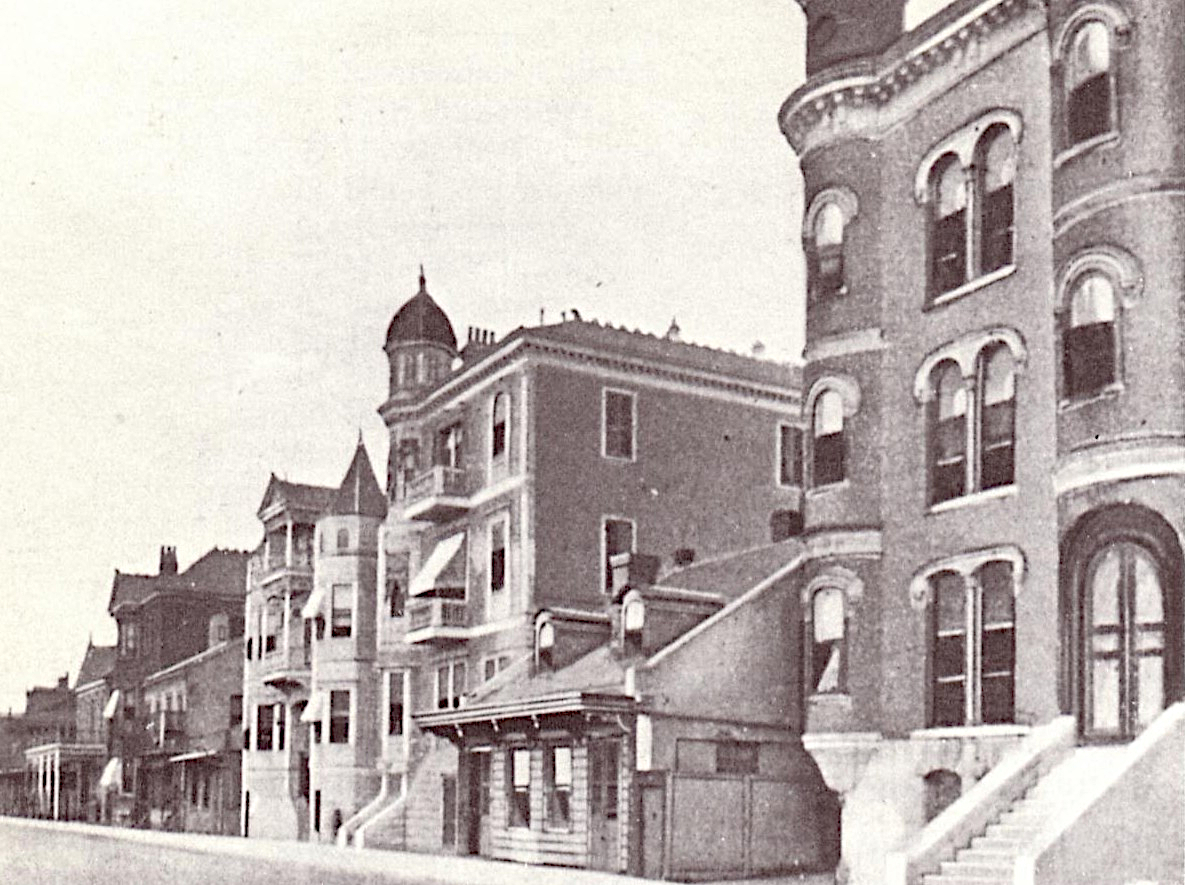
Basin Street a New Orleans.

## La carriera
La White gestiva un lussuoso bordello, noto come Mahogany Hall, all'angolo tra Basin Street e Bienville, che fu chiuso nel 1917.
Mahogany Hall ospitava una quarantina di donne, tutte “octorons” come la tenutaria e cioè donne con un solo ottavo di sangue nero.
L'edificio era dotato di ben cinque saloni (una particolarmente sontuosa, la 'mirroring Parlor') e quindici camere riccamente arredate, ognuna con un proprio bagno adiacente.
Nel suo locale si esibirono molti musicisti ragtime e pionieri del jazz, come ad esempio Manuel Manetta, Kid Ross, Tony Jackson e Jelly Roll Morton.
Oltre a Mahogany Hall, la White gestiva un saloon a Bienville Street, aperto nel 1912. Con il proibizionismo il locale serviva bevande analcooliche, ma la White fu accusata ripetutamente di violare la legge Volstead. Nel 1929 la proprietà di Bienville Street fu acquistata da un uomo d'affari di New Orleans, Leon Heymann.
Nella metà degli anni Quaranta Mahogany Hall fu adibita a centro per i disoccupati e nel 1949 demolita. 
L'edificio dove si trovava il saloon di Bienville Street fu gravemente danneggiato dall'Uragano Betsy e non più restaurato.

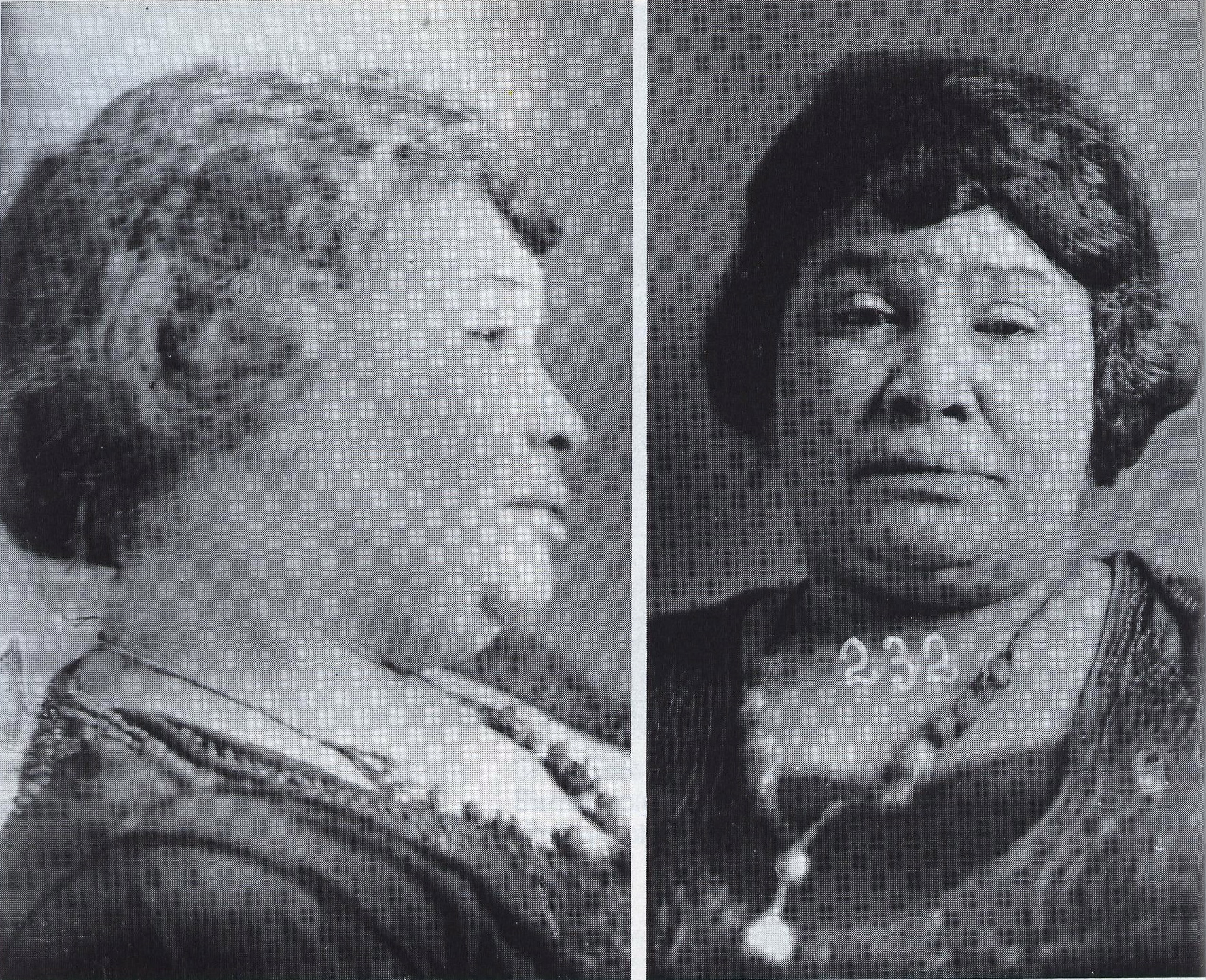
Lulu in una foto segnaletica della polizia di New Orleans, scattata nel 1920.